# Augusta Sophia von Großbritannien, Irland und Hannover

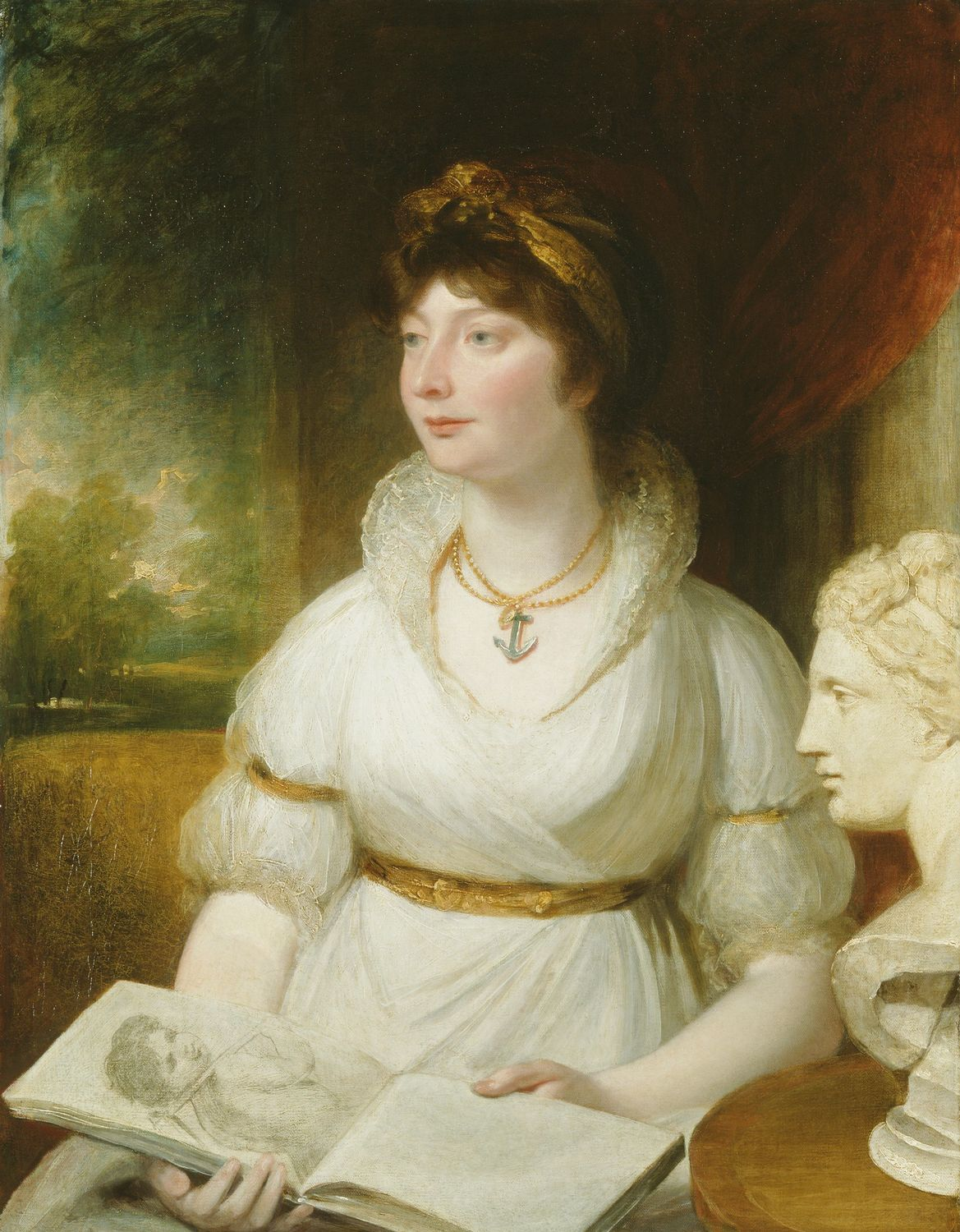
Prinzessin Augusta Sophia von Großbritannien, Irland und Hannover, 1797, Gemälde von William Beechey

Prinzessin Augusta Sophia von Großbritannien, Irland und Hannover (* 8. November 1768 im Buckingham Palace; † 22. September 1840 in Clarence House) war eine britisch-hannoveranische Prinzessin, sechstes Kind des britischen Königs Georg III. und dessen Ehefrau Königin Charlotte.

## Kindheit und Jugend
Prinzessin Augusta Sophia wurde als sechstes Kind und zweite Tochter von König Georg III. (1738–1820) aus dem Haus Hannover und seiner Frau Charlotte von Mecklenburg-Strelitz geboren. Ihr Vater wünschte sich so sehr, dass das erwartete Kind ein Mädchen würde, dass der Arzt, der die Geburt betreute, protestierte: „Wer immer die hübschen Prinzen auf der Treppe sieht, muss sich freuen noch einen weiteren zu bekommen“. Der König war so aufgebracht bei dieser Aussicht, dass er antwortete: „Wer immer ein so reizendes Kind wie die Princess Royal auf der Treppe sieht, der muss sich keinen Burschen dazu wünschen.“ Zur Freude des Königs und zur Erleichterung der Königin war das Baby ein hübsches Mädchen.
Die kleine Prinzessin wurde am 6. Dezember 1768 von Frederick Cornwallis, dem Erzbischof von Canterbury, im Großen Ratssaal des St James’s Palace getauft. Ihre Taufpaten waren Prinz Karl von Mecklenburg (ihr Onkel mütterlicherseits, der in England zu Besuch war), Königin Caroline Mathilde von Dänemark (ihre Tante väterlicherseits, die von der Duchess of Ancaster und Kesteven, Oberhofmeisterin der Königin, vertreten wurde) und die Herzogin von Braunschweig-Lüneburg Augusta (ihre Tante väterlicherseits, vertreten durch Elizabeth Percy, Herzogin von Northumberland, die Hofdame der Königin).

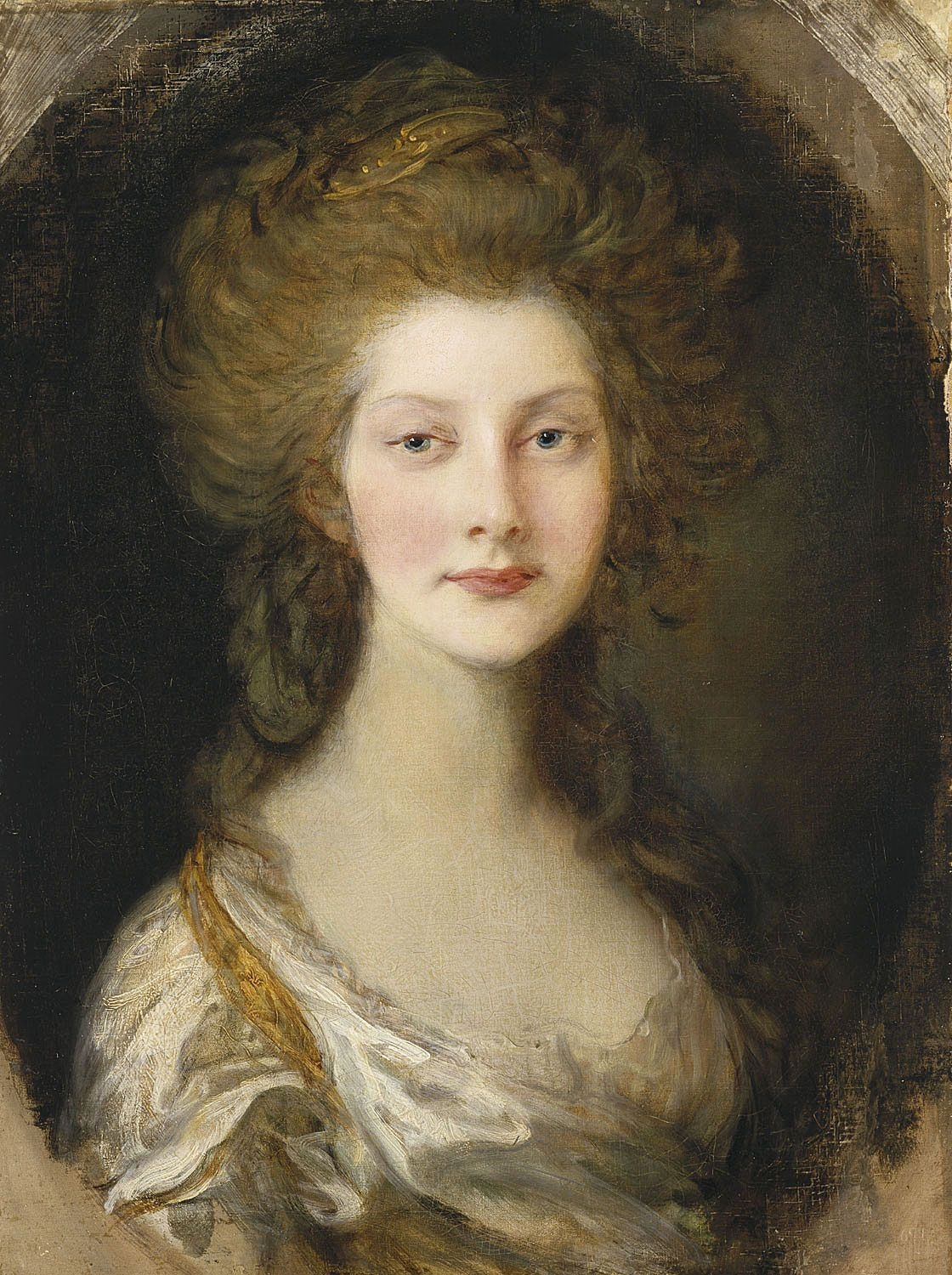
Prinzessin Augusta im Alter von 13 Jahren, Gemälde von Thomas Gainsborough.

Prinzessin Augusta war die mittlere des älteren Trios der Prinzessinnen, das aus ihrer älteren Schwester Charlotte (geboren 1766) und ihrer jüngeren Schwester Elisabeth (geboren 1770) bestand. Im Jahr 1771 begannen die beiden älteren Prinzessinnen nach Kew zu fahren, um dort Unterricht unter Aufsicht von Lady Charlotte Finch und Miss Planta zu erhalten. Die Prinzessinnen, die ihren Brüdern früher sehr nahe gewesen waren, sahen sie nun nur noch sehr selten, außer wenn sich ihre Wege bei den täglichen Spaziergängen kreuzten. Im Jahr 1774 wurde Martha Goldsworthy oder „Gouly“ die neue Verantwortliche für ihre Ausbildung. Die Prinzessinnen erlernten typisch weibliche Beschäftigungen wie gutes Benehmen, Musik, Tanz und Kunst, aber ihre Mutter sorgte auch dafür, dass sie Englisch, Französisch, Deutsch und Erdkunde erlernten und gut ausgebildete Erzieherinnen erhielten.
Die junge Augusta war der Liebling von Miss Planta, die sie als „die schönste aller Prinzessinnen“ bezeichnete, obwohl sie im Vergleich zu ihrer älteren Schwester „kindisch“ war. Die Prinzessin war krankhaft schüchtern und stotterte vor Leuten, die sie nicht kannte. Ihr Verhalten schwankte zwischen lästig und wohlgesittet. Sie hatte manchmal Wutanfälle und schlug dann auf ihre Gouvernanten ein, zeigte aber andererseits auch oft eine ruhige und aufgeschlossene Art. Die starken Spannungen zwischen ihren älteren Brüdern und ihren Eltern, die seit 1780 entstanden waren, belasteten sie und sie zog es vor, sich mit ihrer Münzsammlung zu beschäftigen. Wie alle ihre Schwestern war auch Augusta stark von der Außenwelt abgeschirmt.
Im Jahr 1782 debütierte Augusta an der Geburtstagsfeier des Königs. Sie war über die anwesende Menschenmenge erschrocken, von der ihre Mutter sie erst zwei Tage vorher in Kenntnis gesetzt hatte. Im August 1782 starb der jüngste Bruder von Augusta, Prinz Alfred, gefolgt acht Monate später von ihrem nächsten jüngeren Bruder Prinz Octavius. Als die Prinzessinnen zur Sommerausstellung der Royal Academy im Jahr 1783 gingen, waren sie so verstört durch die Porträts ihrer beiden jüngsten Brüder dort, dass sie zusammenbrachen und vor allen Leuten weinten. Im August 1783 wurde Amelia als letztes Kind des Königspaares geboren. Augusta wurde Taufpatin, zusammen mit Charlotte und George. Obwohl die Geburt ihrer Schwester nicht den Schmerz über den Verlust ihrer Brüder auslöschte, sollte Augusta nicht in der Trauer verharren, wie ihr Vater es tat.
Als die drei ältesten Prinzessinnen das Teenageralter erreichten, verbrachten sie viel Zeit mit ihren Eltern. Sie begleiteten sie ins Theater, die Oper und bei Hofe, ihr einst akademischer Unterricht begann sich zu entspannen, der Schwerpunkt wurde nun auf Musik und Kunst gelegt. Sie hörten berühmte Schauspielerinnen wie Sarah Siddons lesen, und zusammen mit Charlotte und ihren Eltern traf Augusta den zweiten amerikanischen Präsidenten John Adams, als er der Königin vorgestellt wurde. Die drei Mädchen wurden bei öffentlichen Auftritten immer gleich gekleidet, der einzige Unterschied lag in der Farbe ihrer Kleider. Obwohl sie oft in der Öffentlichkeit zugegen war, war Augusta immer noch zu Hause am glücklichsten, wo sie ihre jüngeren Brüder Ernest, Augustus und Adolphus vergötterte. Sie hatte auch eine sehr enge Beziehung zu ihrer Schwester Elizabeth, während Charlotte oft hochmütig erschien und sich allzu sehr ihrer Position als Princess Royal bewusst war.

## Im Erwachsenenalter

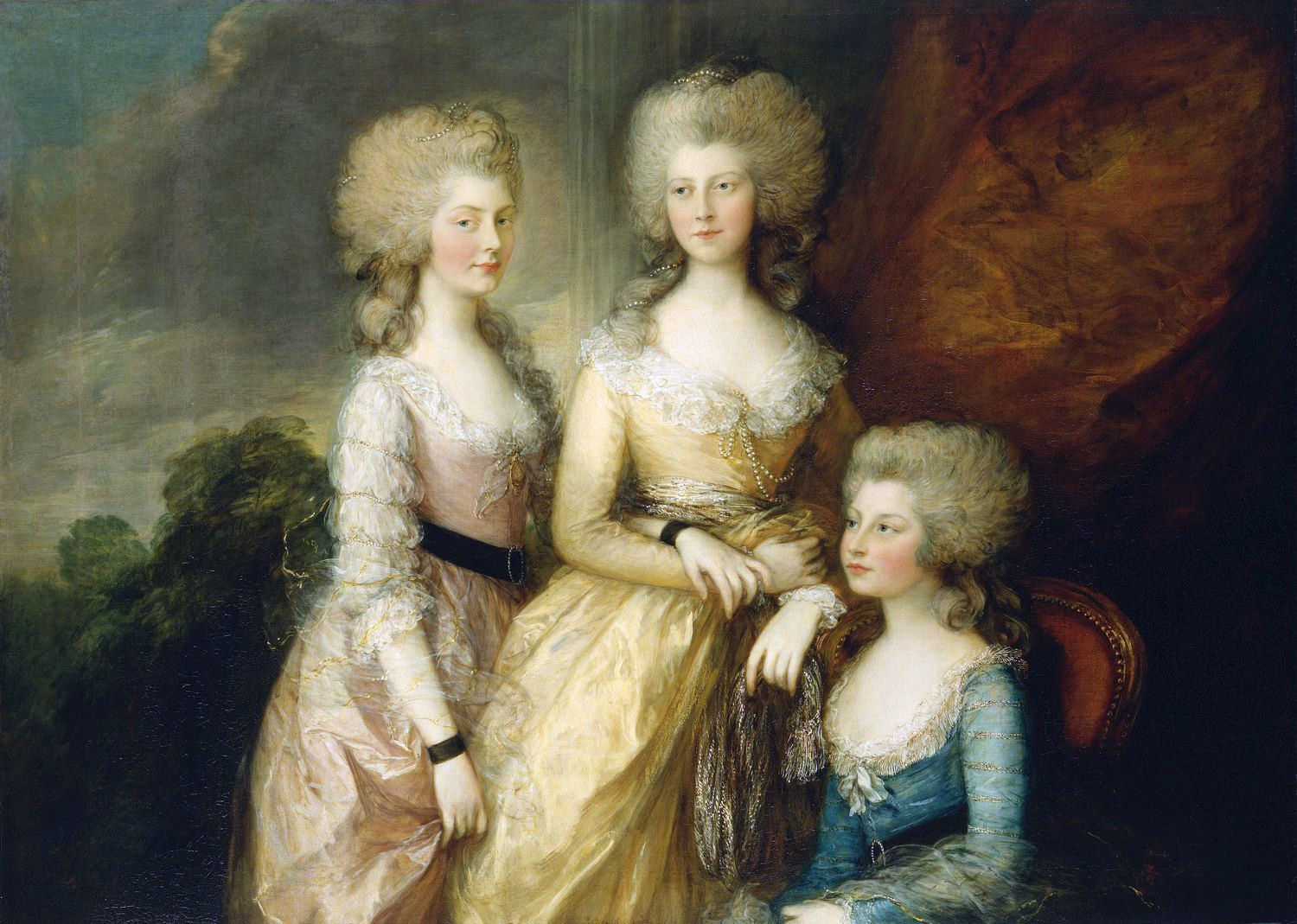
Das „ältere Trio“, von links: Charlotte, Augusta und Elizabeth, Gemälde von Thomas Gainsborough, 1784

Als sie ins heiratsfähige Alter kamen, erhielten Augusta und die Princess Royal im Juli 1783 ihre ersten Hofdamen. Augusta schrieb häufig ihrem älteren Bruder William, der in Hannover eine militärische Ausbildung absolvierte. Sie teilte ihm die neuesten Nachrichten aus der Familie mit und ermutigte ihn, ihr mitzuteilen, was in seinem Leben passierte. Augusta genoss seine Aufmerksamkeit und die kleinen Geschenke, die er ihr schickte, obwohl die Königin William ermahnte, die wertvolle Zeit seiner Schwester nicht zu sehr in Anspruch zu nehmen. Königin Charlotte missbilligte es, wenn ihre Töchter ihre Zeit verschwendeten, und sorgte dafür, dass die Prinzessinnen viele Stunden damit verbrachten, Musik oder Kunst zu studieren oder handwerkliche Tätigkeiten zu erlernen.
Die Prinzessinnen „kleideten“ sich nicht zum Dinner, sie trugen die Morgengarderobe fast den ganzen Tag. Die Mitglieder der königlichen Familie trugen oft bürgerliche Kleidung, und auch wenn sie Hofkleidung anlegten, waren sie weit von der kunstvollen Pracht anderer Höfe entfernt. Da es sechs Prinzessinnen gab, waren die Aufwendungen der Königin für deren Kleidung enorm und sie versuchte, die Kosten niedrig und innerhalb ihres Budgets zu halten. Mit dem Erwachsenwerden der drei ältesten Töchter stiegen die Ausgaben für die Königin gewaltig. Die Prinzessinnen benötigten ständig Kleider, Hüte, Accessoires, Fächer und andere Gegenstände. Der vierteljährliche Aufwand für ihre Kleidung kam auf 2.000 £, und die Kosten für ihre Diener und Tutoren kamen noch hinzu. Doch der Aufwand zeigte Wirkung: die Prinzessinnen wurden schnell zu einem vertrauten Anblick in der Öffentlichkeit. Wenn ihr Gruppenporträt gezeigt wurde, bestaunte man die porzellanhaften unpersönlichen Schönheiten. Sie waren gleich gekleidet und lediglich die unterschiedlichen Accessoires deuteten an, dass sich sehr unterschiedliche Persönlichkeiten unter den bemalten Masken befanden.
1785 hatten Augusta und Charlotte ein Alter erreicht, in dem sie als potenzielle Bräute für ausländische Fürsten in Betracht kamen. In diesem Jahr ließ der Kronprinz von Dänemark bei König Georg III. andeuten, er würde für eine Verbindung mit einer britischen Prinzessin alle anderen diskutierten Vorschläge einer Ehe verwerfen. Er soll Augusta ihrer älteren Schwester vorgezogen haben. Allerdings erklärte der König, dass er nach der schrecklichen Behandlung seiner Schwester durch den Vater des Kronprinzen niemals eine seiner Töchter an den dänischen Hof schicken würde. Im Jahr 1797 heiratete ihre Schwester Charlotte im Alter von 30 Jahren als erste der königlichen Prinzessinnen. Augusta erhielt im selben Jahr einen Antrag von Prinz Friedrich Adolf von Schweden, den dieser ohne die Zustimmung des schwedischen Königshauses machte. Eine britische Prinzessin, zudem Tochter einer so fruchtbaren Mutter, galt als begehrenswert, aber Augustas Vater war immer weniger dazu bereit, seinen Töchtern eine Heiratserlaubnis zu erteilen, weil er sie um sich behalten wollte.

## Späteres Leben
Laut einer Aufzeichnung, die sich im V&A Archiv befindet, war Prinzessin Augusta eine Gönnerin von  L. Bertolottos Flohzirkus.
Sie starb unvermählt am 22. September 1840 in Clarence House, St James, London, und wurde am 2. Oktober, nach der Aufbahrung in Frogmore, in der St. Georgs-Kapelle in Windsor beigesetzt.

## Titel
- 1768–1840: Ihre Königliche Hoheit. Prinzessin Augusta Sophia von Großbritannien und Irland

## Ahnentafel
| Ahnentafel Augusta Sophia von Großbritannien | Ahnentafel Augusta Sophia von Großbritannien                                              | Ahnentafel Augusta Sophia von Großbritannien                                                                   | Ahnentafel Augusta Sophia von Großbritannien                                                                            | Ahnentafel Augusta Sophia von Großbritannien                                                                        | Ahnentafel Augusta Sophia von Großbritannien                                                                            | Ahnentafel Augusta Sophia von Großbritannien                                                                                 | Ahnentafel Augusta Sophia von Großbritannien                                                                           | Ahnentafel Augusta Sophia von Großbritannien                                                                           |
| -------------------------------------------- | ----------------------------------------------------------------------------------------- | --- | --- | --- | --- | --- | --- | --- |
| Urur- groß- eltern                           | König Georg I. (1660–1727) ⚭ 1682 Sophie Dorothea von Braunschweig-Lüneburg (1666–1726)   | Markgraf Johann Friedrich von Brandenburg-Ansbach (1654–1686) ⚭ 1681 Eleonore von Sachsen-Eisenach (1662–1696) | Herzog Friedrich I. von Sachsen-Gotha-Altenburg (1646–1691) ⚭ 1669 Magdalena Sibylle von Sachsen-Weißenfels (1648–1681) | Fürst Karl Wilhelm von Anhalt-Zerbst (1652–1718) ⚭ 1676 Sophia von Sachsen-Weißenfels (1654–1724)                   | Herzog Adolf Friedrich I. von Mecklenburg (1588–1658) ⚭ 1635 Marie Katharina von Braunschweig-Dannenberg (1616–1665)    | Fürst Christian Wilhelm von Schwarzburg-Sondershausen (1647–1721) ⚭ 1673 Antonie Sibylle von Barby und Mühlingen (1641–1684) | Herzog Ernst von Sachsen-Hildburghausen (1655–1715) ⚭ 1680 Sophia Henriette von Waldeck (1662–1702)                    | Graf Georg Ludwig I. von Erbach-Erbach (1643–1693) ⚭ 1664 Gräfin Amalia Katharina von Waldeck-Eisenberg (1640–1697)    |
| Ur- groß- eltern                             | König Georg II. (1683–1760) ⚭ 1705 Caroline von Brandenburg-Ansbach (1683–1737)           | König Georg II. (1683–1760) ⚭ 1705 Caroline von Brandenburg-Ansbach (1683–1737)                                | Herzog Friedrich II. von Sachsen-Gotha-Altenburg (1676–1732) ⚭ 1696 Magdalena Augusta von Anhalt-Zerbst (1679–1740)     | Herzog Friedrich II. von Sachsen-Gotha-Altenburg (1676–1732) ⚭ 1696 Magdalena Augusta von Anhalt-Zerbst (1679–1740) | Herzog Adolf Friedrich II. von Mecklenburg-Strelitz (1658–1708) ⚭ 1705 Emilie von Schwarzburg-Sondershausen (1681–1751) | Herzog Adolf Friedrich II. von Mecklenburg-Strelitz (1658–1708) ⚭ 1705 Emilie von Schwarzburg-Sondershausen (1681–1751)      | Herzog Ernst Friedrich I. von Sachsen-Hildburghausen (1681–1724) ⚭ 1704 Sophia Albertine von Erbach-Erbach (1683–1742) | Herzog Ernst Friedrich I. von Sachsen-Hildburghausen (1681–1724) ⚭ 1704 Sophia Albertine von Erbach-Erbach (1683–1742) |
| Groß- eltern                                 | Prinz Friedrich Ludwig (1707–1751) ⚭ 1736 Augusta von Sachsen-Gotha-Altenburg (1719–1772) | Prinz Friedrich Ludwig (1707–1751) ⚭ 1736 Augusta von Sachsen-Gotha-Altenburg (1719–1772)                      | Prinz Friedrich Ludwig (1707–1751) ⚭ 1736 Augusta von Sachsen-Gotha-Altenburg (1719–1772)                               | Prinz Friedrich Ludwig (1707–1751) ⚭ 1736 Augusta von Sachsen-Gotha-Altenburg (1719–1772)                           | Herzog Karl zu Mecklenburg (1708–1752) ⚭ 1735 Elisabeth Albertine von Sachsen-Hildburghausen (1713–1761)                | Herzog Karl zu Mecklenburg (1708–1752) ⚭ 1735 Elisabeth Albertine von Sachsen-Hildburghausen (1713–1761)                     | Herzog Karl zu Mecklenburg (1708–1752) ⚭ 1735 Elisabeth Albertine von Sachsen-Hildburghausen (1713–1761)               | Herzog Karl zu Mecklenburg (1708–1752) ⚭ 1735 Elisabeth Albertine von Sachsen-Hildburghausen (1713–1761)               |
| Eltern                                       | König Georg III. (1738–1820) ⚭ 1761 Sophie Charlotte von Mecklenburg-Strelitz (1744–1818) | König Georg III. (1738–1820) ⚭ 1761 Sophie Charlotte von Mecklenburg-Strelitz (1744–1818)                      | König Georg III. (1738–1820) ⚭ 1761 Sophie Charlotte von Mecklenburg-Strelitz (1744–1818)                               | König Georg III. (1738–1820) ⚭ 1761 Sophie Charlotte von Mecklenburg-Strelitz (1744–1818)                           | König Georg III. (1738–1820) ⚭ 1761 Sophie Charlotte von Mecklenburg-Strelitz (1744–1818)                               | König Georg III. (1738–1820) ⚭ 1761 Sophie Charlotte von Mecklenburg-Strelitz (1744–1818)                                    | König Georg III. (1738–1820) ⚭ 1761 Sophie Charlotte von Mecklenburg-Strelitz (1744–1818)                              | König Georg III. (1738–1820) ⚭ 1761 Sophie Charlotte von Mecklenburg-Strelitz (1744–1818)                              |
| Augusta Sophia von Großbritannien            |                                                                                           | | | | | | | |